# فوكه وولف تا 154
فوكه وولف تا 154 موسكيتو (بالألمانية: Focke-Wulf Ta 154 Moskito) مقاتلة ألمانية ذات محركين صممها كورت تانك وأنتجت بواسطة فوكه وولف خلال أواخر الحرب العالمية الثانية. أنتج القليل منها ولم يكن أداؤها على قدر التوقعات.

## مواصفات

### سمات عامة
- الطاقم:  2.
- الطول:  12.55 م.
- باع الجناح:  16.30 م.
- الطول:  3.60 متر.
- مساحة الجناح:  31.40 م2.
- الوزن (خالية):  6,600 كيلوجرام.
- أقصى وزن للإقلاع:  9,950 كيلوجرام.
- محرك الطائرة:  2 × يونكرز جومو 211أن تبريد مائي محرك أف12، 1,450 بي أس، (1,066 كيلوواط) لكل محرك.

### الأداء
- السرعة القصوى:  615 كيلومتر/ساعة (332 عقدة, 382 ميل/ساعة)
- المدى:  1,400 كيلومتر.
- أقصى ارتفاع:  9,500 متر.
- معدل الصعود:  15 م/ث

## تسليح
- 2 × 20 مم مدفع أم جي 151
- 2 × 30 مم مدفع أم كيه 108 على الأنف.
- 2 × 30 مم مدفع أم كيه 108 على جسم الطائرة.